# Sericornis
Sericornis is een geslacht van zangvogels uit de familie Australische zangers (Acanthizidae). Het geslacht telt zeven soorten. Over de indeling in geslachten, soorten en ondersoorten is geen consensus. Op grond van fylogenetisch onderzoek, gepubliceerd in 2018 is het geslacht Aethomyias opnieuw ingesteld en zijn soorten uit de geslachten Sericornis en Crateroscelis geplaatst in Aethomyias. Het geslacht Crateroscelis is opgeheven.

## Soorten
- Sericornis beccarii – Beccari's struiksluiper
- Sericornis frontalis – Oostelijke witbrauwstruiksluiper
- Sericornis humilis – Tasmaanse bruine struiksluiper
- Sericornis keri – Athertonstruiksluiper
- Sericornis maculatus – Westelijke witbrauwstruiksluiper
- Sericornis magnirostra – Nachtegaalstruiksluiper
- Sericornis nouhuysi – Grote struiksluiper